# Anne Gaillard
Pour les articles homonymes, voir Gaillard et Frey.
Anne Gaillard, née le 20 août 1939, est une journaliste et animatrice de radio française.

## Biographie
Pendant la Seconde Guerre mondiale, juive,  Anne Frey se cache avec ses parents et sa sœur dans le village de Saint-Nicolas-de-Véroce (Haute-Savoie), accueillie par l'historien local Maurice Besson dans son chalet. Elle peut toutefois suivre les cours à l'école du village durant l'année scolaire 1942-1943.
Elle suit une carrière de journaliste jusqu’à son entrée à France Inter. Elle devient alors l’animatrice d’une émission (L'Émission d'Anne Gaillard , 1975-1978) où elle joue le rôle de porte-parole des droits des consommateurs.
Dans le cadre de son activité, elle fait l'objet de quelques procès. Simone Signoret gagne le procès en diffamation qu'elle lui a intenté pour l'avoir accusée à tort dans son émission du 10 mai 1977 d'avoir eu recours à un nègre pour écrire ses mémoires La nostalgie n'est plus ce qu'elle était. Simone Signoret écrira à la suite de cet incident Le lendemain elle était souriante.
En 1977, elle participe à une émission biographique présentée par Anne Sinclair, où elle révèle qu'elle est la femme d'un haut fonctionnaire : Yann Gaillard, directeur de cabinet d'Edgar Faure, lequel était à l'époque Président de l'Assemblée Nationale .
Lors de cette même émission, elle est vivement prise à partie par Jacques Séguéla et Katia Kaupp pour le caractère dictatorial de ses interviews à la radio. Les journalistes au Nouvel Observateur, tiennent des propos extrêmement accusateurs envers Anne Gaillard.
Séguéla l'accuse d'être "l'Hitler de France Inter". Katia Kaupp l'accuse de "terrorisme technique". Ce qui constitua un des moments culte des altercations à la télévision française. 
Après la suppression de son émission en 1978, elle collabore au Nouvel Observateur, d’abord durant l’été 1978, ensuite régulièrement et avec le titre de grand reporter à partir de mars 1979.
Spécialiste des gros dossiers, elle mène des enquêtes sur l’éducation (Parents, si vous saviez…, 19 mars 1979), sur la lecture et les livres pour enfants, interviewant à ce sujet le spécialiste Jean Foucambert. Elle traite aussi un peu de l’édition et de la crise du cinéma français (21 mai 1979). Mais son intérêt pour la défense des consommateurs reste intact ; elle couvre ainsi l’affaire Morhange en octobre 1979 et différents sujets liés à la santé et à l’esthétique.
Si elle aborde la politique au travers de la question de la peine de mort pour laquelle elle interviewe Robert Badinter en mars 1980, elle est mobilisée en pages politiques à l’approche de la campagne présidentielle de 1981. Elle en vient ainsi à interviewer des leaders gaullistes comme Jacques Chirac (le 14 juin 1980), Marie-France Garaud (le 15 décembre 1980) et Michel Debré (le 26 janvier 1981).
En 1981, elle publie un livre autobiographique, Un combat perdu d’avance ? avec le journaliste Barthélémy. En avril 1982, elle quitte le journal Le Nouvel Observateur devenu le Nouvel Obs.
21 mai 1999, candidate à la présidence de France-Télévision, elle dénonce un « système clanique » sur la « Télé publique » : « que ceux qui dirigent à tous les niveaux ne se distribuent pas à eux-mêmes la production, voire l'antenne ».
Mariée à Yann Gaillard, elle a deux enfants : Manuel (1973) et Prisca (1974).